# Jacques Natteau
Jacques Natteau né Étienne Apostol Chiuminatto est un directeur de la photographie français né le 15 novembre 1920 à Constantinople (actuelle Istanbul) et décédé le 17 avril 2007 à Lausanne.
Il était le mari de l'actrice Yvonne Furneaux.

## Biographie
Lors de la mobilisation de 1939, Jacques Natteau s'engage dans l’armée de l’air française. Il rejoint le Royaume-Uni après l'Armistice de juin 1940 et combat comme pilote de chasse dans la Royal Air Force durant la bataille d’Angleterre. Il sera distingué de la Distinguished Flying Cross and Bar et de la Légion d'honneur. Il termine sa carrière militaire avec le grade de colonel.

## Filmographie
- 1950 : Un chant d'amour de Jean Genet sorti en 1975
- 1951 : Les 7 péchés capitaux sketch L'Orgueil de Claude Autant-Lara
- 1953 : Le Blé en herbe de Claude Autant-Lara
- 1955 : Marguerite de la nuit de Claude Autant-Lara
- 1956 : La Traversée de Paris de Claude Autant-Lara
- 1956 : Celui qui doit mourir de Jules Dassin
- 1958 : En cas de malheur de Claude Autant-Lara
- 1958 : Les Misérables de Jean-Paul Le Chanois
- 1958 : Un drôle de dimanche de Marc Allégret
- 1958 : Le Joueur de Claude Autant-Lara
- 1959 : La Jument verte de Claude Autant-Lara
- 1960 : Normandie-Niémen de Jean Dréville
- 1960 : Le Bois des amants de Claude Autant-Lara
- 1960 : Jamais le dimanche de Jules Dassin
- 1961 : Tu ne tueras point de Claude Autant-Lara
- 1961 : Vive Henri IV, vive l'amour de Claude Autant-Lara
- 1963 : Le Meurtrier de Claude Autant-Lara
- 1963 : Le Magot de Josefa de Claude Autant-Lara
- 1963 : Du mouron pour les petits oiseaux de Marcel Carné